# Alan Alda
Alan Alda, pseudonimo di Alfonso Joseph D'Abruzzo (New York, 28 gennaio 1936), è un attore, regista e sceneggiatore statunitense.

## Biografia
Di origini italiane ed irlandesi, è figlio dell'attore Robert Alda e della showgirl Joan Brown che si separarono quando lui aveva 10 anni; è cresciuto nel Bronx. A sette anni ha sviluppato una lieve poliomielite.
Alan è noto soprattutto per essere stato il protagonista della fortunata serie televisiva degli anni settanta M*A*S*H, tratta dall'omonimo film di Robert Altman, con la quale ha vinto 6 Golden Globe e 5 Emmy Awards. Nel 1978 ha preso parte al film Lo stesso giorno, il prossimo anno.
Amico di vecchia data di Woody Allen, ha girato con lui numerose pellicole, legando la sua interpretazione a quello dell'insopportabile produttore televisivo di Crimini e misfatti. Al cinema è stato candidato nel 2005 al premio Oscar al miglior attore non protagonista per il ruolo del senatore corrotto Owen Brewster in The Aviator di Martin Scorsese. Nel 2006 ha ottenuto un altro Emmy per il suo ruolo nella serie West Wing - Tutti gli uomini del Presidente.
Nel 2018 ha dichiarato di convivere con la malattia di Parkinson da tre anni.

## Vita privata
È sposato dal 1957 con la cameraman Arlene Weiss, da cui ha avuto tre figlie: Eve (1958), Elizabeth (1960) e Beatrice (1961).

## Filmografia

### Attore

#### Cinema
- Il capitano di lungo... sorso (The Extraordinary Seaman), regia di John Frankenheimer (1969)
- Lo stesso giorno, il prossimo anno (Same Time, Next Year), regia di Robert Mulligan (1978)
- California Suite, regia di Herbert Ross (1978)
- La seduzione del potere (The Seduction of Joe Tynan), regia di Jerry Schatzberg (1979)
- Le quattro stagioni (The Four Seasons), regia di Alan Alda (1981)
- Sweet Liberty - La dolce indipendenza (Sweet Liberty), regia di Alan Alda (1986)
- Cambiar vita (A New Life), regia di Alan Alda (1988)[1]
- Crimini e misfatti (Crimes and Misdemeanors), regia di Woody Allen (1989)
- Il matrimonio di Betsy (Betsy's Wedding), regia di Alan Alda (1990)
- Perversione mortale (Whispers in the Dark), regia di Christopher Crowe (1992)
- Misterioso omicidio a Manhattan (Manhattan Murder Mystery), regia di Woody Allen (1993)
- Operazione Canadian Bacon (Canadian Bacon), regia di Michael Moore (1995)
- Amori e disastri (Flirting with Disaster), regia di David O. Russell (1996)
- Tutti dicono I Love You (Everyone Says I Love You), regia di Woody Allen (1996)
- Murder at 1600 - Delitto alla Casa Bianca (Murder at 1600), regia di Dwight H. Little (1997)
- Mad City - Assalto alla notizia (Mad City), regia di Costa-Gavras (1997)
- L'oggetto del mio desiderio (The Object of My Affection), regia di Nicholas Hytner (1998)
- What Women Want - Quello che le donne vogliono (What Women Want), regia di Nancy Meyers (2000)
- The Aviator, regia di Martin Scorsese (2004)
- La rivincita del campione (Resurrecting the Champ), regia di Rod Lurie (2007)
- Memorie di pesce rosso (Diminished Capacity), regia di Terry Kinney (2008)
- Una sola verità (Nothing But the Truth), regia di Rod Lurie (2008)
- Flash of Genius, regia di Marc Abraham (2008)
- Tower Heist - Colpo ad alto livello (Tower Heist), regia di Brett Ratner (2011)
- Nudi e felici (Wanderlust), di David Wain (2012)
- La risposta è nelle stelle (The Longest Ride), regia di George Tillman Jr. (2015)
- Il ponte delle spie (Bridge of Spies), regia di Steven Spielberg (2015)
- Storia di un matrimonio (Marriage Story), regia di Noah Baumbach (2019)

#### Televisione
- Assistente sociale (East Side/West Side) – serie TV, episodio 1x01 (1963)
- The Nurses – serie TV, episodi 1x16-1x17 (1963)
- Truman Capote: la corruzione il vizio e la violenza (The Glass House), regia di Tom Gries – film TV (1972)
- M*A*S*H – serie TV, 251 episodi (1972-1983)
- Guerra al virus (And the Band Played On), regia di Roger Spottiswoode – film TV (1993)
- Scientific American Frontiers[2] – serie TV, 81 episodi (1993-2005)
- E.R. - Medici in prima linea (ER) – serie TV, 5 episodi (1999)
- West Wing - Tutti gli uomini del Presidente (The West Wing) – serie TV, 28 episodi (2004-2006)
- 30 Rock – serie TV, 3 episodi (2010)
- The Big C – serie TV, 6 episodi (2011-2013)
- The Blacklist – serie TV, 5 episodi (2013-2014)
- Horace and Pete – webserie, 8 episodi (2016)
- The Good Fight – serie TV, 3 episodi (2018-2019)
- Ray Donovan – serie TV, 8 episodi (2018-2020)
- Ray Donovan: The Movie, regia di David Hollander – film TV (2022)

### Regista
- Le quattro stagioni (The Four Seasons) (1981)
- Sweet Liberty - La dolce indipendenza (Sweet Liberty) (1986)
- Cambiar vita (A New Life) (1988)
- Il matrimonio di Betsy (Betsy's Wedding) (1990)

## Doppiatori italiani
Nelle versioni in italiano dei suoi film, Alan Alda è stato doppiato da:
- Dario Penne in M*A*S*H (parte degli episodi delle stagioni 1-3), West Wing - Tutti gli uomini del Presidente, What Women Want - Quello che le donne vogliono, The Aviator, La rivincita del campione, Tower Heist - Colpo ad alto livello, La risposta è nelle stelle
- Gino La Monica in M*A*S*H (2ª voce), La seduzione del potere, Mad City - Assalto alla notizia, L'oggetto del mio desiderio, 30 Rock, Flash of Genius, Il ponte delle spie
- Pietro Biondi in Perversione mortale, Murder at 1600 - Delitto alla Casa Bianca, Ray Donovan, Ray Donovan: The Movie
- Claudio Capone in Crimini e misfatti, Misterioso omicidio a Manhattan, Tutti dicono I Love You
- Guido De Salvi in M*A*S*H (1ª voce), Guerra al virus
- Gianni Giuliano ne Il matrimonio di Betsy, Operazione Canadian Bacon
- Oliviero Dinelli in The Bic C, Storia di un matrimonio
- Franco Zucca in Le donne di Jake, Single in attesa di divorzio
- Pino Colizzi ne Il capitano di lungo... sorso
- Mario Cordova in M*A*S*H (alcuni episodi st. 1-3)
- Roberto Pedicini in M*A*S*H (st. 2-4)
- Saverio Indrio in M*A*S*H (ep 3x16, 4x17)
- Luciano Melani in Lo stesso giorno, il prossimo anno
- Giancarlo Giannini in California Suite
- Marco Mete in Sweet Liberty - La dolce indipendenza
- Cesare Barbetti in Cambiar vita
- Stefano De Sando in E.R. - Medici in prima linea
- Carlo Sabatini in Amori e disastri
- Massimo Milazzo in Memorie di pesce rosso
- Sergio Graziani in Nudi e felici
- Sandro Iovino in The Blacklist
- Rodolfo Traversa in The Good Fight

## Riconoscimenti
- candidatura all'Oscar al miglior attore non protagonista 2005 per The Aviator
- 1975 – Golden Globe per il miglior attore in una serie commedia o musicale
- 1976 – Golden Globe per il miglior attore in una serie commedia o musicale
- 1980 – Golden Globe per il miglior attore in una serie commedia o musicale
- 1981 – Golden Globe per il miglior attore in una serie commedia o musicale
- 1982 – Golden Globe per il miglior attore in una serie commedia o musicale
- 1983 – Golden Globe per il miglior attore in una serie commedia o musicale
- Primetime Emmy Awards
  - 1974 - Migliore attore protagonista in una serie commedia - M*A*S*H
  - 1982 - Migliore attore protagonista in una serie commedia - M*A*S*H